# Brockdish
Brockdish är en ort och civil parish i Storbritannien.   Den ligger i grevskapet Norfolk och riksdelen England, i den sydöstra delen av landet, 130 km nordost om huvudstaden London. Brockdish ligger 24 meter över havet och antalet invånare är 605.
Terrängen runt Brockdish är platt. Runt Brockdish är det ganska tätbefolkat, med 104 invånare per kvadratkilometer. Närmaste större samhälle är Harleston, 4,9 km nordost om Brockdish. Trakten runt Brockdish består till största delen av jordbruksmark.